# دهه ۶۸۰ (پیش از میلاد)
دهه ۶۸۰ (پیش از میلاد) ۶۸مین دهه قبل از مبدا شروع تقویم میلادی است.